# Brécy-Brières
Brécy-Brières település Franciaországban, Ardennes megyében. Lakosainak száma 76 fő (2022. január 1.). Brécy-Brières Challerange, Mouron, Olizy-Primat, Saint-Morel és Savigny-sur-Aisne községekkel határos.

## Népesség
A település népességének változása:
| Lakosok száma | 109  | 84   | 73   | 92   | 66   | 71   | 76   | 81   | 79   | 76   |
|               | 1968 | 1982 | 1990 | 2006 | 2013 | 2015 | 2017 | 2019 | 2020 | 2022 |